# واجهة النظام الحاسوبي الصغير

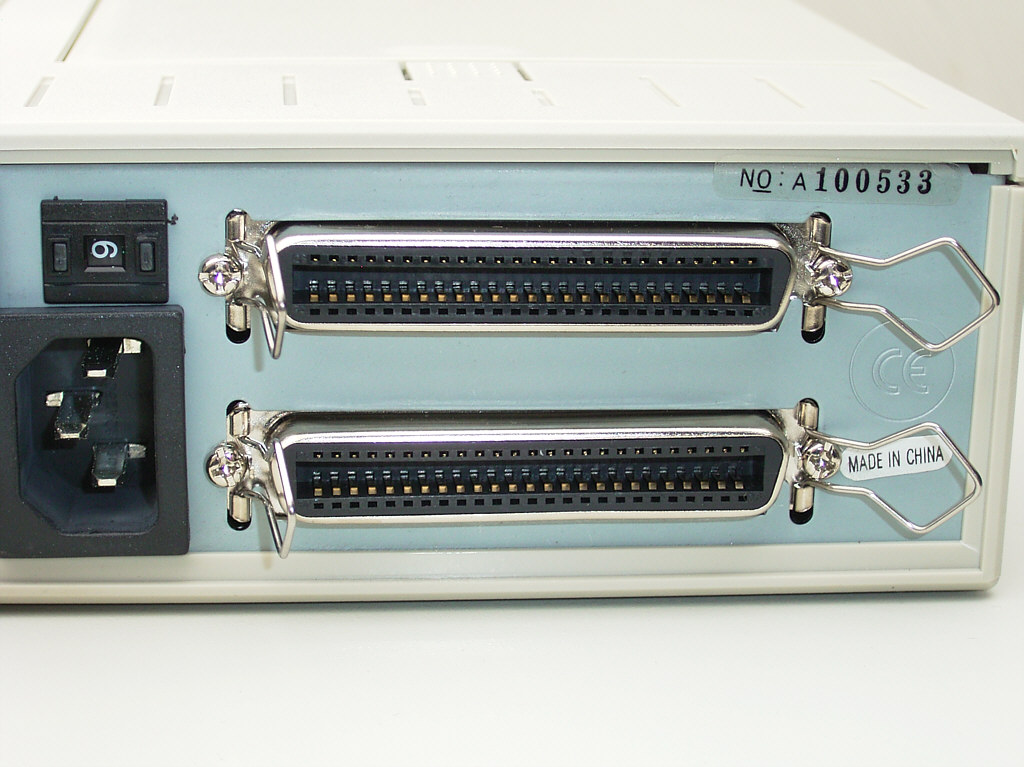
سكزيان

واجهة النظام الحاسوبي الصغير (بالإنجليزية: small computer system interface)‏ اختصاراً SCSI، وتُنطَق: "سكزي " هي مسرى يستخدم لوصل عدة أجهزة وهذا النوع يستخدم نموذجياً في كمبيوترات آبل وفي محطات العمل، إن الأجهزة المتصلة بهذا الممر تستخدم تقنية daisy chain وهذا يعني أن الأجهزة متصلة مع بعضها البعض باستخدام كبلات خاصة.
سكزي يمكن أن يكون داخلي أو خارجي أو يجمع بين الإثنين، حيث تكون الأجهزة الداخلية متصلة بكبلات السكزي الضمامة (ribbon) والأجهزة الخارجية تستخدم daisy chain ولديهم مولد الطاقة الخاص بهم ولكل جهاز متصل بالممر لديه عنوان سكزي خاص به.
السكزي القياسية تأتي مزودة بخمسون دبوس (pin) بحيث تسمح فقط لسبعة أجهزة بأن تتصل ولكن الإصدار الجديد الذي لحقها يسمح لخمسة عشرة جهازاً أن يتصلوا (SCSI II,III).
عملياً السكزي يستخدم لوصل الأقراص الصلبة وفي الخادمات (server) حيث السرعة تكون مطلوبة.
الأنواع الرئيسية للسكزي:
1. 1 عنصر SCSI-1 :

معدل نقل البيانات خمسة ميجابايت في الثانية مع ثمانية بت ممر للبيانات وسبع أجهزة للمتحكم الواحد(controller).
1. 2 عنصر SCSI-2 :

يدعم مميزات سكزي1 بالإضافة للمميزات التالية:
- سكزي2 سريع يستخدم نقل بيانات متزامن ليعطي عشرة ميجابايت في الثانية الواحدة حيث إن البادئ (initiator) والهدف (target) في البداية تتحادث لترى إذا ما كانا يدعمان النقل المتزامن.
- ممر عريض للبيانات 16 بت تعطي معدل لنقل البيانات 20 ميغابت في الثانية
- 15 جهاز لكل جهاز عمومي(master device)
- (TCQ tagged command queuing) والتي تحسن الأداء بشكل كبير وهي مدعومة من قبل ويندوز NT وNetWare وOS/2.
- آوامر مضاعفة ترسل لكل جهاز
- الأوامر تنفذ بأي ترتيب لزيادة أداء الأجهزة
- Ultra SCSI (SCSI-3(

تعمل إما بـ 8 بت أو 16 بت ويعني إما 20 أو 40 ميجابايت في الثانية كمعدل سرعة نقل للبيانات
عمليات السكزي:
عندما تتحكم وحدة بالممر تمر بعدة مراحل المراحل الأساسية هي:
1- الممر الحر(free bus) في هذه الحالة لاتوجد وحدات لتنقل البيانات أو يكون لديها تحكم بالممر وإشارات SEL,bsy لديهما القيمة 1 ولذلك يمكن لأية وحدة أن تلتقط الممر
2- التحكم(arbitration) في هذه الحالة يمكن للوحدة أن تتحكم بالممر وتصبح البادئ(initiator) عن طريق تفعيل إشارة BSY وتضع عنوانها على ممر البيانات وبعد فترة من الزمن تتفحص ممر البيانات لتحدد إذا ما كانت الوحدة ذات الأولوية الأعلى قد وضعت عنوانها على الممر
إن حصل هذا فستسمح للوحدة الأخرى بالولوج للممر، وإن كان العنوان لايزال على الممر فسوف تؤكد (assert) خط SEl وبعد تأخير زمني سوف تتحكم بالممر.
3- الاختيار(selection) في هذه المرحلة البادئ ((initiator يختار وحدة الهدف (target) ويحثها لإتمام المهمة المعطاة مثل قراءة وكتابة البيانات يخرج البادئ قيمة OR من ID للسكزي خاص به وID للسكزي الهدف على ممر البيانات
و بعد ذلك يحدد الهدف أن ID الخاص به هو على ممر البيانات ويضع خط BSY في وضع تفعيل وهذا إن لم يحصل في وقت محدد سوف يقوم البادئ بفصل(disactive) إشارة SEL وبذلك يكون الممر حرا"
4- الأمر(command) تستخدم هذه المرحلة من قبل الهدف حيث أنه يطلب أمر المعلومات (command information) من البادئ ((initiator
5- البيانات(data) هذه المرحلة تغطي مراحل البيانات الداخلة والخارجة في مرحلة البيانات الداخلة الهدف يطلب لبعث البيانات للبادئ ((initiator من الهدف. أما في مرحلة خرج البيانات الهدف يطلب لبعث البيانات من البادئ ((initiator إلى الهدف
7- الرسالة (message) وهي تغطي مرحلتين رسالة دخل ورسالة خرج وإن أول بايت مرسل في إحدى هذه المرحلتين يمكن أن يكون رسالة وحيدة البايت أو أول بايت من رسالة تحتوي عدة بايتات وإن الرسالة تحتوي عدة بتات هي محتواة بشكل كامل مع مرحلة الرسالة الوحيدة
8- مرحلة الحالة(status) هذه المرحلة تسمح للهدف لطلب معلومات الحالة المرسلة من الهدف (target) للبادئة((initiator
صفات السكزي :
سريع ولكن سعره كبير، وتعتبر أفضل ميزة فيها سرعتها الكبيرة في التعامل مع طلبات كثيرة في نفس الوقت لذا فهي غالباً لا تستخدم إلا في الأجهزة الخادمة إنها تتمكن من تبادل البيانات مع بعضها بدون تدخل المعالج المركزي، فلو أردنا مثلاً نسخ ملف من قرصين صلبين من نوع سكزي فسوف يتم ذلك بدون إشغال المعالج، فيمكننا إذا ً أن نقول أن هذه الأجهزة مستقلة بذاتها.
إن أجهزة سكزي سريعة جداً ولكنها بالمقابل صعبة التركيب وتعاني من مشاكل التوافقية في بعض الظروف.
SCSI-2 وهي أسرع من الأولى ولكنها أغلى بكثير، وتعتبر أفضل ميزة فيها سرعتها الكبيرة في التعامل مع طلبات كثيرة في نفس الوقت لذا فهي غالباً لا تستخدم إلا في الأجهزة الخادمة
كما أنها من الممكن أن تستخدم من خارج الحاسب الآلي عبر وصلات خاصة، ومن الممكن أن تصل أطوال وصلاتها إلى 25 متر تقريباً، هذه التقنية تعمل على قناة واحدة تقبل حتى 16 وحدة تخزين بتقنية SCSI، تناسب هذه التقنية الشبكات وسيرفرات الإنترنت.